# Jardín botánico de Wombat Hill
El Jardín botánico de Wombat Hill, (inglés: Wombat Hill Botanical Gardens) es un jardín botánico con 10,4 hectáreas de extensión, próximo al centro de Daylesford, Victoria, Australia.
El código de identificación internacional del "Wombat Hill Botanical Gardens" como miembro del "Botanic Gardens Conservation Internacional" (BGCI), así como las siglas de su herbario es WOMBH.

## Localización e información
Los Wombat Hill Botanical Gardens, se ubican la cima de un antiguo cono volcánico, en el condado de "Shire of Hepburn" tierras que llevan la impronta de la fiebre del oro de sus primeros asentamientos europeos y búsqueda de oro aluvial en la zona ocupada en la actualidad por el lago Daylesford.
Wombat Hill Botanical Gardens Central Springs Road, Shire of Hepburn, PO Box 21, Daylesford, Victoria 3460 Australia.
Planos y vistas satelitales.37°20′36.24″S 144°9′3.168″E / -37.3434000, 144.15088000
El jardín botánico está abierto todos los días del año y la entrada es gratuita.

## Historia
El jardín botánico de Wombat Hill fue establecido en 1863 por el Baron Ferdinand von Mueller (también responsable del Real Jardín Botánico de Melbourne y se encuentra inscrito en el Victorian Heritage Register.
Su localización en lo alto del cono de un volcán extinto proporciona unas excelentes vistas sobre Daylesford y el campo circundante. Los jardines conservan aún actualmente su carácter del siglo XIX.

## Colecciones
Los jardines ofrecen muchas especies exóticas de árboles y estructuras que datan de la época Victoriana. En este jardín botánico el 1 % de sus colecciones de plantas pertenecen a la flora australiana.
En este jardín del siglo XIX se descubren muchas características originales incluyendo el paseo de carruajes, áreas sombreadas para pícnic, las avenidas flanqueadas de olmos y coníferas, y los lechos de cultivos del jardín formal que se ponen en contraste con los céspedes abiertos.
De su colección de árboles maduros tanto nativos como exóticos el "National Trust of Australia" clasificó alguno de los especímenes de árboles en el "Register of Significant Trees".  
Durante el otoño en su "Begonia House" se puede admirar su colección de tubérculos de Begonias.